# ريان نوبل
ريان نوبل (بالإنجليزية: Ryan Noble)‏ (مواليد 1 نوفمبر 1992 في سندرلاند - إنجلترا) لاعب كرة قدم إنجليزي يلعب حاليا لصالح نادي الدرجة الممتازة سندرلاند الإنجليزي منذ 2007 في مركز المهاجم .

## روابط خارجية
- ريان نوبل على موقع قاعدة بيانات كرة القدم.إي يو (الإنجليزية)
- ريان نوبل على موقع Soccerbase.com (لاعب) (الإنجليزية)
- ريان نوبل على موقع Soccerway.com (الإنجليزية)
- ريان نوبل على موقع عالم كرة القدم.نت (الإنجليزية)
- ريان نوبل على موقع كووورة